# Laura Verdonschot
Laura Verdonschot (Lommel, 4 december 1996) is een Belgische veldrijdster die sinds 1 januari 2022 rijdt voor de Belgische veldritploeg De Ceuster - Bonache Cycling Team.
De doorbraak van Verdonschot bij de elite kwam in het seizoen 2016-2017, toen ze op het Belgisch kampioenschap in Oostende tweede werd bij de elite achter Sanne Cant en daarmee tevens de Belgische titel bij de beloften tot 23 jaar prolongeerde.
Verdonschot maakte op 14 september 2016 bekend een relatie te hebben met haar medeveldrijdster Maud Kaptheijns.
Inmiddels is ze getrouwd met medeveldrijdster Kaat Hannes.
In 2017 werd Laura en haar familie een jaar lang gevolgd door het televisieprogramma Het gezin.

## Palmares

### Veldrijden

#### Resultatentabel elite
| Seizoen   |      | WK  | EK  | BK  |     | Klassementen | Klassementen | Klassementen | Klassementen | Klassementen | Klassementen | Klassementen |       | UCI- rang |    | Podia | Podia | Podia | Aantal crossen |
| Seizoen   | WB   | WK  | EK  | BK  | SP  | Trofee       | TOI          | Copa         | EKZ/ Swiss   | Hope         | Goud         | Zilver       | Brons | UCI- rang |    |       |       |       | Aantal crossen |
| --------- | ---- | --- | --- | --- | --- | ------------ | ------------ | ------------ | ------------ | ------------ | ------------ | ------------ | ----- | --------- | -- | ----- | ----- | ----- | -------------- |
| 2012-2013 |      | –   | –   | –   |     | –            |              | –            |              |              |              |              |       | 280e      |    | –     | –     | –     | 1              |
| 2013-2014 | –    | –   | –   | 34e | 25e | 54e          | –            | –            | –            | 12           |              |              |       |           |    |       |       |       |                |
| 2014-2015 | –    | –   | –   | 30e | –   | –            | 32e          | –            | –            | –            | 21           |              |       |           |    |       |       |       |                |
| 2015-2016 | –    | –   | –   | 32e | 15e | 21e          | –            | 33e          | –            | –            | 1            | 22           |       |           |    |       |       |       |                |
| 2016-2017 | –    | –   | ↑   | 10e | 5e  | ↑            | –            | 34e          | 13e          | 1            | 2            | 4            | 27    |           |    |       |       |       |                |
| 2017-2018 | –    | –   | 4e  | 27e | 7e  | 9e           | –            | 36e          | 24e          | 1            | –            | 3            | 25    |           |    |       |       |       |                |
| 2018-2019 | 11e  | 10e | ↑   | 25e | 23e | 4e           | 29e          | –            | –            | 17e          | 2            | 3            | 4     | 35        |    |       |       |       |                |
| 2019-2020 | 9e   | 5e  | ↑   | 25e | 10e | 12e          | –            | –            | –            | 18e          | 2            | 3            | 2     | 35        |    |       |       |       |                |
| 2020-2021 | 26e  | 14e | 4e  | 21e | 10e | 17e          | –            | –            | 26e          | 25e          | –            | –            | –     | 23        |    |       |       |       |                |
| 2021-2022 | –    | –   | ↑   | 32e | –   | 25e          | 15e          | 18e          |              | 41e          | –            | 1            | 5     | 27        |    |       |       |       |                |
| 2022-2023 | 15e  | 14e | DNS | 16e | 16e | 11e          | 32e          | 24e          | –            | 16e          | 3            | –            | 3     | 35        |    |       |       |       |                |
| 2023-2024 | 5e   | 9e  | ↑   | 12e | 11e | 5e           | –            | 4e           | –            | 5e           | 8            | 4            | 3     | 36        |    |       |       |       |                |
| 2024-2025 | Ble. | 7e  | ↑   | 21e | 9e  | 12e          | –            | 6e           | –            | ↑            | 23e          | 7            | 1     | 2         | 25 |       |       |       |                |
| Totaal    |      | –   | –   | –   |     | –            | –            | –            | –            | –            | –            | 1            |       | –         |    | 24    | 14    | 27    | 324            |

#### Overwinningen elite
| Nr. | Seizoen   | Datum             | Veldrit                                                                        | Cat. | Wedstrijdserie              |               |
| --- | --------- | ----------------- | ------------------------------------------------------------------------------ | ---- | --------------------------- | ------------- |
| 1.  | 2016-2017 | 21 januari 2017   | Internationale Cyclocross, Rucphen                                             | C2   | Losse cross (#1)            |               |
| 2.  | 2017-2018 | 18 februari 2018  | Vestingcross, Hulst                                                            | C2   | Brico Cross (#1)            |               |
| 3.  | 2018-2019 | 23 september 2018 | Radcross Illnau, Illnau                                                        | C2   | Losse cross (#2)            |               |
| 4.  | 2018-2019 | 28 september 2018 | Toi Toi Cup Unicov, Uničov                                                     | C1   | TOI TOI Cup                 |               |
| 5.  | 2019-2020 | 22 september 2019 | Cyclo-cross de Boulzicourt Ardennes                                            | C2   | Losse cross (#3)            |               |
| 6.  | 2019-2020 | 1 december 2019   | Lampiris Zilvermeercross, Mol                                                  | C1   | Losse cross (#4)            |               |
| 7.  | 2022-2023 | 9 oktober 2022    | Ciclocross Internacional Xaxancx, Marín (#1)                                   | C2   | Losse cross (#5)            |               |
| 8.  | 2022-2023 | 12 oktober 2022   | Ciclocross Internacional Lago de As Pontes, As Pontes de Garcia Rodriguez (#1) | C2   | Losse cross (#6)            |               |
| 9.  | 2022-2023 | 15 oktober 2022   | Ciclocross Internacional Concello de Ribadumia, Ribadumia (#1)                 | C2   | Losse cross (#7)            |               |
| 10. | 2023-2024 | 1 oktober 2023    | Trofeo Villa De Gijón, Gijón (#1)                                              | C2   | Copa de España (#1)         | [ 5 ] [ 6 ]   |
| 11. | 2023-2024 | 7 oktober 2023    | Gran Premio Cidade De Pontevedra, Pontevedra                                   | C1   | Copa de España (#2)         | [ 7 ]         |
| 12. | 2023-2024 | 8 oktober 2023    | Ciclocross Internacional Xaxancx, Marín (#2)                                   | C2   | Losse cross (#8)            | [ 8 ] [ 9 ]   |
| 13. | 2023-2024 | 12 oktober 2023   | Ciclocross Internacional Lago De As Pontes, As Pontes de Garcia Rodriguez (#2) | C1   | Copa de España (#3)         | [ 10 ]        |
| 14. | 2023-2024 | 14 oktober 2023   | Ciclocross Internacional Concello De Ribadumia, Ribadumia (#2)                 | C2   | Losse cross (#9)            | [ 11 ]        |
| 15. | 2023-2024 | 15 oktober 2023   | Ciclocrosse de Melgaço, Melgaço                                                | C2   | Losse cross (#10)           | [ 12 ]        |
| 16. | 2023-2024 | 7 december 2023   | Rucphen, Rucphen (#1)                                                          | C2   | Losse cross (#11)           | [ 13 ]        |
| 17. | 2023-2024 | 7 februari 2024   | Parkcross, Maldegem                                                            | C2   | Exact Cross (#2)            | [ 14 ]        |
| 18. | 2024-2025 | 14 september 2024 | Hope Supercross #1 - Wyke, Bradford (#1)                                       | C2   | Hope Supercross Series (#1) | [ 15 ]        |
| 19. | 2024-2025 | 15 september 2024 | Hope Supercross #2 - Wyke, Bradford (#2)                                       | C2   | Hope Supercross Series (#2) | [ 16 ]        |
| 20. | 2024-2025 | 18 september 2024 | Hope Supercross #3 - Wyke, Bradford (#3)                                       | C2   | Hope Supercross Series (#3) | [ 17 ]        |
| 21. | 2024-2025 | 21 september 2024 | Hope Supercross #4 - Hunsworth, Bradford (#3)                                  | C2   | Hope Supercross Series (#3) | [ 18 ]        |
| 22. | 2024-2025 | 6 oktober 2024    | Trofeo Villa De Gijón, Gijón (#2)                                              | C2   | Copa de España (#4)         | [ 19 ]        |
| 23. | 2024-2025 | 13 oktober 2024   | Ciclocross Internacional Xaxancx, Marín (#3)                                   | C2   | Copa de España (#5)         | [ 20 ] [ 21 ] |
| 24. | 2024-2025 | 9 november 2024   | Cyclocross Rucphen, Rucphen (#2)                                               | C2   | Losse cross (#12)           | [ 22 ]        |

#### Resultatentabel beloften (U23)
| Seizoen   |      | WK  | EK | BK |        | Podia | Podia | Podia | Aantal crossen |
| Seizoen   | Goud | WK  | EK | BK | Zilver | Brons |       |       | Aantal crossen |
| --------- | ---- | --- | -- | -- | ------ | ----- | ----- | ----- | -------------- |
| 2015-2016 |      | 11e | 8e | ↑  |        | 1     | –     | –     | 3              |
| 2016-2017 | 4e   | 7e  | ↑  | 1  | –      | –     | 3     |       |                |
| 2017-2018 | 10e  | ↑   | –  | –  | 1      | –     | 2     |       |                |
| Totaal    |      | –   | –  | 2  |        | 2     | 1     | –     | 8              |

#### Overwinningen beloften (U23)
| Nr. | Seizoen   | Datum           | Veldrit                              | Cat. | Wedstrijdserie                  |
| --- | --------- | --------------- | ------------------------------------ | ---- | ------------------------------- |
| 1.  | 2015-2016 | 10 januari 2016 | Belgische kampioenschappen, Lille    | CN   | Belgische kampioenschappen (#1) |
| 2.  | 2016-2017 | 8 januari 2017  | Belgische kampioenschappen, Oostende | CN   | Belgische kampioenschappen (#2) |